# جان آرمسترانگ سنیور
جان آرمسترانگ (John Armstrong) (زادهٔ ۱۳ اکتبر ۱۷۱۷ – درگذشتهٔ ۹ مارس ۱۷۹۵)، مهندس عمران و سرباز آمریکایی بود که به عنوان سرتیپ در ارتش قاره‌ای و به عنوان سرلشکر در شبه‌نظامیان پنسیلوانیا در جریان جنگ انقلاب آمریکا خدمت کرد. وی همچنین نماینده پنسیلوانیا در کنگره قاره‌ای بود. شهرستان آرمسترانگ در ایالت پنسیلوانیا به افتخار وی نام‌گذاری شده است.

## اوایل زندگی
آرمسترانگ در ۱۳ اکتبر ۱۷۱۷ در بروکبورو، شهرستان فرمانا در کشور ایرلند به‌دنیا آمد و والدین وی که نام آنها معلوم نیست در ۱۷۰۴ میلادی باهم ازدواج نموده بودند. او یکی از احتمالاً ۱۵ فرزند خانواده بود و برخی برادران/خواهران وی عبارت از: مارگاریت آرمسترانگ (۱۷۳۷ – ۱۸۱۷ میلادی) که با کشیش جرج دوفیلد (۱۷۳۲ – ۱۷۹۰ میلادی) ازدواج نمود و ریبیکا آرمسترانگ (۱۷۳۸ – ۱۸۲۸ میلادی) که با جیمز تورنر (۱۷۳۷ – ۱۸۰۳ میلادی) ازدواج کرد.
جان قبل از اینکه با برادر زن خود، جان لیون در حدود ۱۷۴۰ میلادی به پنسیلوانیا مهاجرت نماید، آموزش‌های خود را در ایرلند به اتمام رسانده و مهندس عمران شد.

## حرفه
آرمسترانگ به عنوان نقشه‌بردار خانواده پن که مالک انحصاری مستعمره پنسیلوانیا بود، به این ایالت آمد. در ۱۷۵۰ میلادی، او نخستین نقشه یا طرح شهرک کارلایل در پنسیلوانیا را تهیه نموده و یکی از نخستین ساکنین آن بود. چندی بعد او به عنوان نقشه‌بردار شهرستان جدیدالتاسیس کامبرلند گماشته شد.

### جنگ هفت‌ساله
او در ۱۷۵۶ میلادی، سفر اکتشافی کیتانینگ را هدایت کرد. در ۱۷۵۸ میلادی، سرهنگ آرمسترانگ نیروی ۲٬۷۰۰ نفری ایالتی پنسیلوانیا را در سفر اکتشافی فوربز رهبری نمود، سفری که با نزدیک شدن آنها، فرانسوی‌ها مجبور شدند، قلعه دوکویسنی را تخلیه نموده و آنرا منفجر نمایند. در این سفر اکتشافی، آرمسترانگ با یکی دیگر از فرماندهان ارتش ایالتی پنسیلوانیا، جرج واشینگتن، دوست نزدیک شد.
جیمز اسمیت در مورد این سفر در خزان ۱۷۶۳ چنین نوشت، «من تحت فرماندهی ژنرال آرمسترانگ به نبرد ساسکوهانا علیه هندی‌ها رفتم. در این مسیر، ما شهرک‌های دلاور و مونسی در سمت غربی ساسکوهانا را به آتش کشیدیم و غلات آنها را تخریب نمودیم».

### انقلاب آمریکا
در مراحل اولیه جنگ انقلاب آمریکا، آرمسترانگ به عنوان سرتیپ در ارتش ایالتی پنسیلوانیا خدمت می‌کرد. در ۱ مارس ۱۷۷۶، کنگره قاره‌ای او را با حفظ درجه نظامی، در ارتش قاره‌ای گماشت. او به سمت جنوب فرستاده شد تا آمادگی‌های لازم برای دفاع از چارلستون، کارولینای جنوبی را آغاز نماید. او از مهارت‌های مهندسی خود برای ساخت ترتیبات دفاعی استفاده نمود و این کار در اواخر همان سال به آنها کمک نمود تا در نبرد سولیوانس آیلند مقاومت نمایند. پس از این ژنرال چارلز لی فرماندهی رسید و فرماندهی را در دست گرفت، او به وظایف خود در ارتش اصلی و در ارتش ایالتی پنسیلوانیا، بازگشت. پنسیلوانیا او را به درجه سرلشکر ترفیع داده و به عنوان مسئول ارتش ایالتی گماشت. این کار به خدمت وی در ارتش قاره‌ای پایان بخشید، اما نه به جنگ یا همکاری وی با ژنرال جرج واشینگتن.
در نبرد براندی‌وین در ۱۱ سپتامبر ۱۷۷۷، نیروهای آرمسترانگ مسئولیت جناح چپِ دُور در خط آمریکایی را بر عهده داشتند. مسئولیت محافظت از تدارکات ارتش نیز بر عهده آنها بود. پس از جنگ در یک روز طاقت فرسا، آمریکایی‌ها مجبور شدند عقب‌نشینی نمایند یا اینکه با محاصره روبرو شوند. آرمسترانگ پس از تاریک شدن روز، تدارکات ارتش و نیروهای خود را از پایلس فورد بیرون کرد.
در نبرد جرمن‌تاون در ۴ اکتبر، ژنرال آرمسترانگ جناح راست نیروهای آمریکایی را رهبری کرد. مأموریت وی این بود تا جناح چپ نیروهای بریتانیایی را دور زده و به جناح چپ و عقب آنها حمله نماید. علی‌رغم تاخیرها و مشکلات در تحرک برخی واحدها، به‌طور کلی حمله به خوبی پیش می‌رفت تا اینکه مرکز موقتاً در خانه بنجامین چیو متوقف شد. اما پس از یک رویداد تیراندازی میان نیروهای دوست در یک روز پوشیده از مَه که در آن مردان ژنرال آدم استیفین به روی نیروهای انتونی وینز آتش گشودند و موجب عقب‌نشینی آنها شدند، حمله از هم پاشید. آرمسترانگ که مردان وی تقریباً تا مرکز جرمن‌تاون پیشروی نموده اما به‌طور گسترده عملاً در جنگ دخیل نبودند، بعدها شکایت نمود که این نبرد «... یک پیروزی باشکوه بود که برای آن جنگیده شد و هشتاد درصد به پیروزی رسیده بود،... اما به‌طور اسرارآمیزی این نبرد به شکست مواجه شد و تا امروزه هیچ فردی نمی‌تواند… دلیلی مناسب برای گریز ارایه کند».
پس از نبرد جرمن‌تاون، به آرمسترانگ اجازه داده شد تا به‌طور فعال در فرماندهی شرکت نکند. در عمر ۶۰ سالگی، وضعیت سلامت وی رو به افول بود و جراحت‌های دیرینه او را اذیت می‌کرد. او تا ۴ آوریل ۱۷۷۸ در ارتش خدمت کرد.

### اواخر زندگی
پس از پایان خدمت وی در جنگ، آرمسترانگ به خانه، کارلایل، بازگشت و در آنجا از سوی مجلس پنسیلوانیا در کنگره قاره‌ای انتخاب شد. او که از ۱۷۷۹ تا ۱۷۸۰ میلادی به عنوان نماینده خدمت می‌کرد، یکی از حامیان قوی واشینگتن و ارتش بود. آرمسترانگ در حمایت خود از قانون اساسی جدید ایالات متحده محکم بود و در جریان روزهای اخیر کنگره کنفدراسیون در ۱۷۸۷ و ۱۷۸۸ میلادی، به این کنفدراسیون بازگشت.
آرمسترانگ در طول حیات خود در تعدادی از دفاتر محلی یا مدنی خدمت کرد. او در یکی از این سمت‌ها، هیئت مدیره مدرسه کارلایل، در نخست با پیشنهاد دکتر بنیامین راش مبنی بر آغاز کالجی در شهر مخالفت کرد. اما، بعدتر او نظر خود را تغییر داده و از ۱۷۸۳ تا ۱۷۹۴ میلادی به عنوان عضو نخستین هیئت امنای کالج دیکنسون خدمت کرد.

## زندگی شخصی
آرمسترانگ در ۱۷۴۷ میلادی با ریبیکا لیون آرمسترانگ (۱۷۱۹ – ۱۷۹۷ میلادی) که دختر آرچی‌بالد لیون و آن لیون بود، ازدواج کرد. آنها باهم صاحب دو فرزند بودند:
- جیمز آرمسترانگ (۱۷۴۸ – ۱۸۲۸ میلادی)، کسی که با ماری استونسون (۱۷۶۶ – ۱۸۱۳ میلادی) دختر جرج استونسون، ازدواج کرد.
- جان آرمسترانگ جونیور (۱۷۵۸ – ۱۸۴۳ میلادی)، کسی که با آلیدا لوینگستون (۱۷۶۱ – ۱۸۲۲ میلادی) که خواهر رابرت آر. لوینگستون و ادوارد لوینگستون بود، ازدواج کرد.

جان در ۹ مارس ۱۷۹۵ در کارلایل درگذشت و در قبرستان سابقه کارلایل به خاک سپرده شد. در ۱۸۰۰ میلادی، زمانی که پنسیلوانیا شهرستانی جدید که مرکز آن در کیتانینگ واقع شده‌است را ایجاد نمود، نام این شهرستان را به افتخار وی، شهرستان آرمسترانگ گذاشت.